# 千代勝実
千代 勝実（せんよ かつみ、1970年8月 - ）は、日本の物理学者。学位は、博士（理学）（大阪大学・1999年）。山形大学基盤教育院教授。
主な研究分野は、高エネルギー実験物理学。ベル実験に参加し、KEK BファクトリーにおけるB中間子系でのCP非保存現象、および標準理論を超える新理論の検証の研究に携わっている。また、高輝度衝突型加速器実験のためのドリフトチェンバーの開発研究を推進している。

## 略歴
- 1994年 - 大阪大学理学部物理学科卒業
- 1999年 - 大阪大学大学院理学研究科物理学専攻博士課程修了
- 1999年12月 - 博士（理学）（大阪大学）の学位を取得
- 2000年1月 - 筑波大学大学院物理学研究科 学振特別研究員(PD)
- 2000年6月 - 名古屋大学大学院理学研究科素粒子宇宙物理学専攻助手
- 2005年4月 - 名古屋大学大学院理学研究科 教養教育院専任講師
- 2007年4月 - 名古屋大学教養教育院専任講師
- 2011年10月 - 山形大学基盤教育院教授